# Duttaphrynus beddomii
Duttaphrynus beddomii es una especie de anfibio de la familia Bufonidae.

## Distribución geográfica y hábitat
Es endémica de las selvas de los Ghats occidentales en Kerala y Tamil Nadu (India). Su rango altitudinal oscila entre 1000 y 1500 m s. n. m..

## Estado de conservación
Se encuentra amenazada por la pérdida de su hábitat natural.